# 猫の事務所
「猫の事務所」（ねこのじむしょ）は宮沢賢治の童話。尾形亀之助編集の雑誌『月曜』の大正15年（1926年）3月号に発表された、賢治の数少ない生前発表童話の一つである。
下書きとみられる草稿が残されており、『校本 宮澤賢治全集』（筑摩書房）以降の全集に「初期形」として収録されている。

## あらすじ
軽便鉄道の停車場のちかくにある猫の第六事務所は猫のための歴史と地理の案内所。そこには大きな黒猫の事務長、一番書記の白猫、二番書記の虎猫、三番書記の三毛猫、そして、四番書記の竈猫（猫の品種ではなく、寒がりでかまどで寝るので煤で汚れた猫を指す）がいた。かま猫は三人の書記にいじめられながらも、黒猫の支えやかま猫仲間の応援もあり、仕事に励み続ける。しかし、かま猫が風邪をひいて事務所を休んだ日、三匹の書記の讒言により、黒猫までもがかま猫を憎むようになり、かま猫は仕事を取上げられてしまった。その様子を見た獅子は事務所の解散を命じる。語り手の「ぼくは半分獅子に同感です。」という言葉で物語は閉じられる。

## 解説
責任者である局長が、学問や仕事を、かま猫への嫌がらせに使った瞬間に、事務所から仕事が奪われるという構成となっている。賢治は獅子の決定に半分同感であると結んでいる。
草稿の段階では完成版と大きく異なり、獅子が解散を命じた後の語りで獅子を含むすべての登場人物をひとりひとり哀れむ弁が言い回しを変えて繰り返された後、「みんなみんなあはれです。かあいさうです。かあいさう、かあいさう。」と締めくくられて終わる。

## 派生作品

### 漫画
ますむらひろしによって漫画化されている。

### 戯曲
中学生向けであるが、如月小春によって脚色された演劇台本がある。
- 日本演劇教育連盟（編）『中学生のドラマ5 宮沢賢治の世界』晩成書房

### アニメ映画
「賢治のトランク」中の一編。制作1996年。
スタッフ
- 監督:福富博
- キャラクターデザイン:本多敏行

キャスト
- かま猫：大谷育江
- 山猫・ナレーション：亀井芳子
- 黒猫：茶風林
- 白猫：石田彰
- 虎猫：桜井敏治
- 三毛猫：岡村明美
- ぜいたく猫：宝亀克寿

## 事務所のモデル
「猫の事務所」のモデルとなった建物は旧稗貫郡役所である。賢治は稗貫郡役所から地質調査を依頼され、大迫町にたびたび訪れていることから、2007年、花巻市によって花巻市旧大迫町の役場跡地に復元され、資料館として一般に公開されている。